# San Miguel Ahuelitlalpan
San Miguel Ahuelitlalpan är en ort i Mexiko.   Den ligger i kommunen Ixcamilpa de Guerrero och delstaten Puebla, i den sydöstra delen av landet, 170 km söder om huvudstaden Mexico City. San Miguel Ahuelitlalpan ligger 1 323 meter över havet och antalet invånare är 263.
Terrängen runt San Miguel Ahuelitlalpan är kuperad. Runt San Miguel Ahuelitlalpan är det ganska glesbefolkat, med 28 invånare per kvadratkilometer. Närmaste större samhälle är Xochihuehuetlán, 19,4 km öster om San Miguel Ahuelitlalpan. Omgivningarna runt San Miguel Ahuelitlalpan är huvudsakligen savann.